# Condado de Split-Dalmacia
El condado de Split-Dalmacia (en croata: Splitsko-dalmatinska županija) es un condado croata. La población del condado era de 463.676 habitantes en 2001. Su centro administrativo es la ciudad de Split.

## Unidades de autogobierno local
El condado de Split-Dalmacia está dividido en 55 unidades de autogobierno local, 16 ciudades y 39 municipios:

### Ciudades
- Hvar
- Imotski
- Kaštela
- Komiža
- Makarska
- Omiš
- Sinj
- Solin
- Split
- Stari Grad
- Supetar
- Trilj
- Trogir
- Vis
- Vrgorac
- Vrlika

### Municipios
- Baška Voda
- Bobovisca
- Bol
- Brela
- Cista Provo
- Dicmo
- Dugi Rat
- Dugopolje
- Gradac
- Hrvace
- Jelsa
- Klis
- Lećevica
- Lokvičići
- Lovreć
- Marina
- Milna
- Muć
- Nerežišća
- Okrug
- Otok
- Podbablje
- Podgora
- Podstrana
- Postira
- Prgomet
- Primorski Dolac
- Proložac
- Pučišća
- Runovići
- Seget
- Selca
- Sućuraj
- Sutivan
- Šestanovac
- Šolta
- Tučepi
- Zadvarje
- Zagvozd
- Zmijavci